# Grzegorz Drejgier
Grzegorz Drejgier (20 de fevereiro de 1990) é um atleta polonês que compete no ciclismo no modo pista. Ele ganhou uma medalha de prata no Campeonato Europeu de Ciclismo em Pista 2015, no teste de velocidade da equipe.

## Medalhista internacional
| Campeonato Europeu | Campeonato Europeu | Campeonato Europeu | Campeonato Europeu     |
| Ano                | Local              | Medalha            | Competição             |
| ------------------ | ------------------ | ------------------ | ---------------------- |
| 2015               | Grenchen ( Suíça ) | Medalha de prata   | Velocidade por equipes |